# EXA (informatica)

The XAA/EXA/UXA/SNA sono APIs.

Direct Rendering Infrastructure

Nell'ambito dell'X Window System, all'interno dell'implementazione del server grafico X.Org, EXA è un'architettura di accelerazione sviluppata per rendere l'estensione XRender più adatta per l'uso avanzato del server grafico.
Con minime differenze, è possibile portare i vecchi driver video che sfruttano la precedente architettura di accelerazione, denominata XAA, ad utilizzare EXA.

## Futuri sviluppi
Ad ogni modo, EXA non rappresenta la meta per gli sviluppatori del server Xorg, in quanto sviluppata per accelerare adeguatamente le operazioni grafiche soppiantando l'ormai antiquata XAA, ma solamente in via temporanea, prima di portare l'intero server grafico a trarre vantaggio della potente accelerazione OpenGL.

## Acronimo
Il nome EXA è in realtà "un acronimo non ben definito" (dallo stesso sito della fondazione X.Org), con possibili interpretazioni divaganti tra "Eyecandy Acceleration Architecture", secondo Dot.kde.org, o ancora, "EXcellent Architecture".